# Édouard Sayous
Édouard Sayous (Genf, 1842. október 1. – Nizza, 1898. január 19.) francia esszéíró, történész, teológus. 

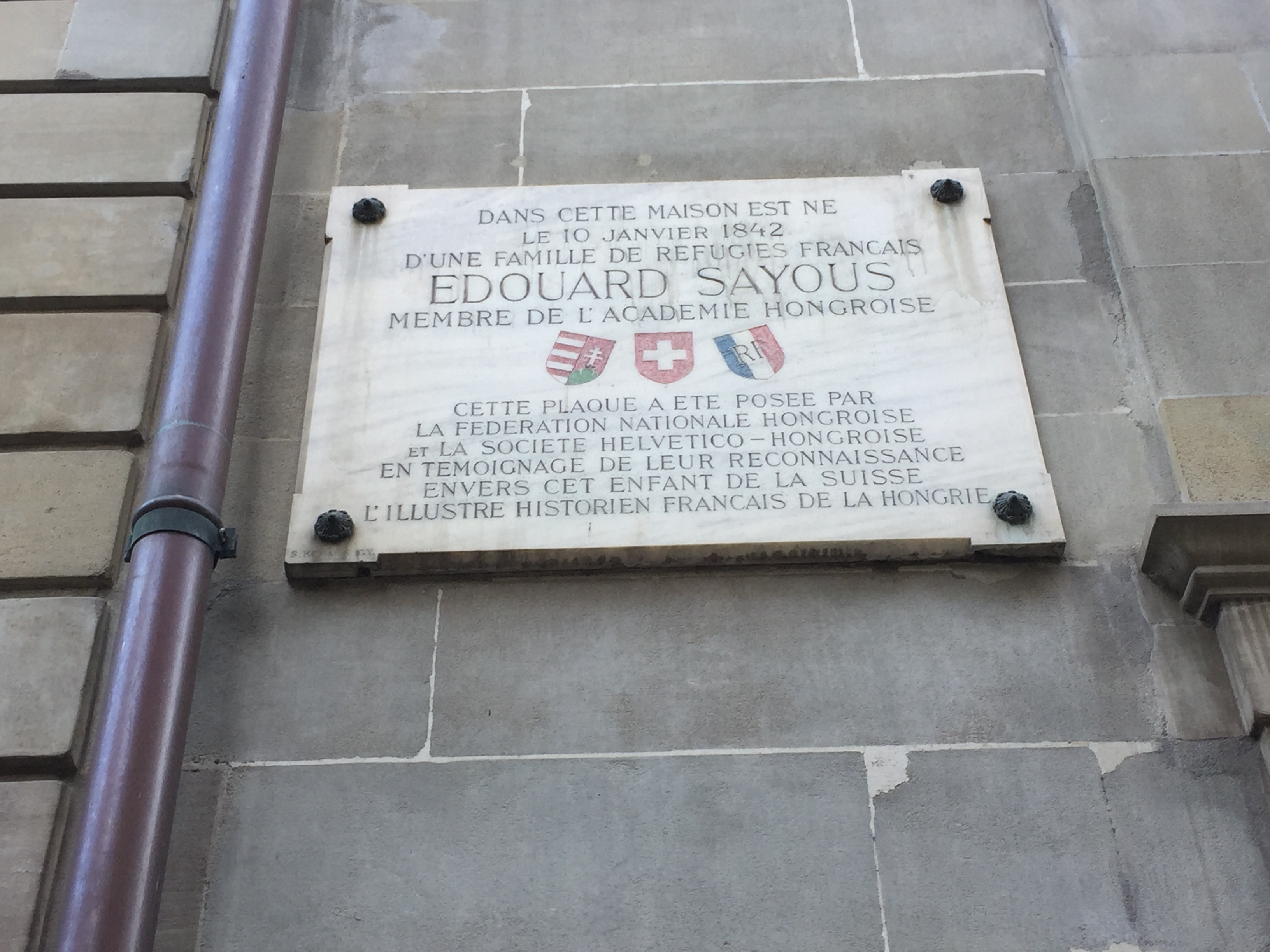
Emléktábla Genfben, szülőháza falán

## Pályafutása
1860-ban kezdte meg tanulmányait az École normale supérieure-ön. 1863-ban történelem–földrajz szaktanári vizsgát tett. Először Versailles-ban, a Hoche gimnáziumban, majd 1865-től a párizsi Charlemagne gimnáziumban tanított. 1866-ban bölcsészettudományokból, 1880-ban teológiából doktorált.
1867-ben Petőfi verseinek hatására kezdett magyarul tanulni, és 1868-ban látogatott először Budapestre. Párizsban előadásokat tartott a magyar politikai és társadalmi viszonyokról. A porosz–francia háború alatt Svájcban folytatta a Magyarországról szóló előadásait. 1872-ben írta meg az Histoire des Hongrois et de leur littérature politique de 1790–1815 című művét, amelyért a Kisfaludy Társaság tagjai közé választotta. 1875-ben a Magyar Tudományos Akadémia külső tagjává választották. 1875 és 1885 között Montaubanban tanított a Protestáns Teológiai Főiskolán. 1877-ben jelent meg az Histoire générale des Hongrois két kötetes munkája, amely elnyerte a Francia Akadémia Adolphe Thiers-díját. A mű magyarul is megjelent.
Érdekelte a reformáció magyarországi térhódítása is. Magyarország fennállásának ezredik évfordulója alkalmából cikket írt az ünnepségekről és az országos kiállításról.

## Válogatott művei
- La France de Saint Louis: d'après la poésie nationale, 1866
- Histoire des Hongrois et de leur littérature politique de 1790 à 1815, 1872
- Les origines et l'époque païenne de l'histoire des Hongrois, 1874
- L'invasion des Mongols en Hongrie dans les années 1241 & 1242, 1875
- Histoire générale des Hongrois, 1876
- Jésus-Christ d'après Mahomet, 1880
- Les deux révolutions d'Angleterre 1603-1689 et la nation anglaise au XVIIe siècle, 1881
- Les Déistes anglais et le christianisme 1696-1738, 1882
- Études sur la religion romaine et le moyen âge oriental, 1889
- Un voyage à Budapest, 1889
- Les Magyars à la veille de leur exposition millénaire, 1896

## Magyarul
- A mongolok betörése Magyarországba 1241–1242; ford. Takács István; Franklin, Bp., 1877 (Olcsó könyvtár)
- Flegler Sándor: A magyar történetírás történelme / Eduard Sayous: A magyar történelem kútforrásai; ford. ifj. Szinnyei József; Franklin, Bp., 1877 (Olcsó könyvtár)
- Sayous Eduárd: A magyarok egyetemes története, 1-2.; ford. Molnár Antal; Athenaeum, Bp., 1880